# Castelo de Alvito
Castelo de Alvito er en fæstning som ligger i Alvito, i regionen Alentejo, i Portugal. Den portugisiske konge João II startede byggeriet af fæstningen i 1494.
- Wikimedia Commons har flere filer relateret til Castelo de Alvito

41°18.074′N 8°37.041′V / 41.301233°N 8.617350°V